# Lidia Wysocka

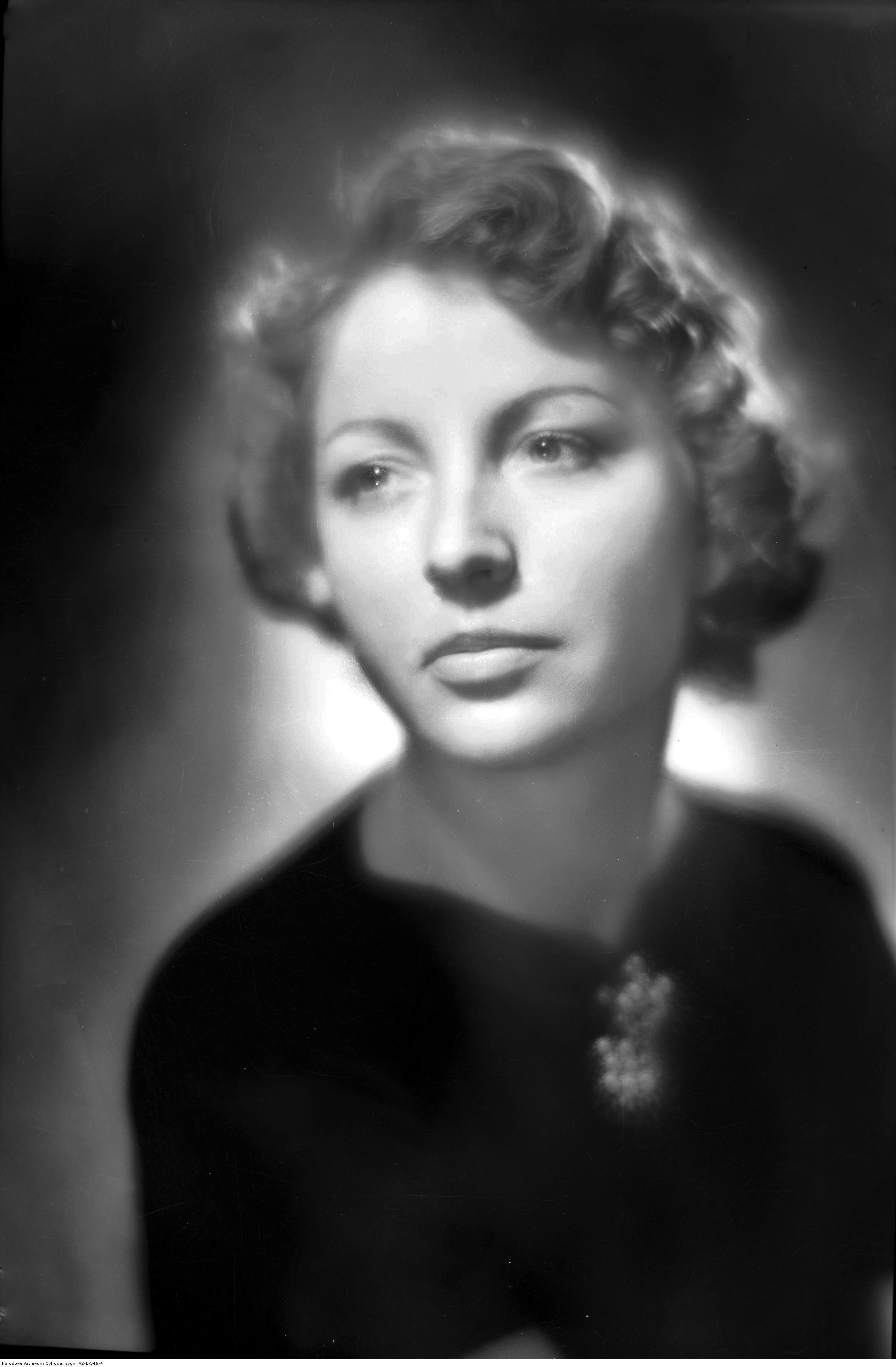
Lidia Wysocka

Lidia Wysocka (* 24. Juni 1916 in Rogatschew, Gouvernement Mogiljow, Russisches Kaiserreich; † 2. Januar 2006 in Warschau) war eine polnische Schauspielerin, Sängerin und Theaterregisseurin.

## Leben
Sie absolvierte eine Ausbildung am staatlichen Theaterinstitut (PIST, heute: Akademia Teatralna Warschau), die sie im Jahre 1936 abschloss. Wysocka war Schauspielerin in Filmen und am Theater (Debüt im Jahr 1936 mit Die Pickwickier) sowie Mitarbeiterin im Radio. Sie spielte sowohl Dramen als auch Komödien. Während des Zweiten Weltkrieges wurde sie von der Gestapo verhaftet und in das Gefängnis Serbia gebracht. Im Jahr 1956 gründete sie das Kabarett Wagabunda, das sie über 10 Jahre leitete. Am Ende ihrer Karriere schrieb sie Kulturfeuilletons für den Radiosender Polskie Radio.
Sie ist Trägerin des Goldenen Verdienstkreuzes der Republik Polen und des Ordens Polonia Restituta (Offizier).
Lidia Wysocka war ab 1948 mit Zbigniew Sawan (1904–1984) verheiratet, mit dem sie ein Kind hatte und von dem sie sich später scheiden ließ.

## Filmografie
- 1935: Kochaj tylko mnie
- 1936: Papa się żeni
- 1938: Gehenna
- 1938: Ostatnia brygada
- 1938: Serce matki
- 1938: Wrzos
- 1939: Doktór Murek
- 1939: Złota Maska
- 1955: Irene, bleib zu Hause (Irena do domu!)
- 1955: Pilot Maresz (Sprawa pilota Maresza)
- 1956: Der Mann im Frack (Nikodem Dyzma)
- 1960: Rozstanie
- 1973: Sekret
- 1974: Zaczarowane podwórko
- 1981: W obronie własnej